# Who the Hell Is Edgar?
Who the Hell Is Edgar? – singiel austriackich piosenkarek Tei i Saleny, wydany cyfrowo 8 marca 2023 pod szyldem wytwórni Warner Music Germany. Piosenkę napisali i skomponowali Teodora Špirić, Selina-Maria Edbauer, Ronald Janeček i Pele Loriano.
Utwór reprezentował Austrię w 67. Konkursie Piosenki Eurowizji (2023).

## Tekst i kompozycja
Piosenka została wydana 8 marca 2023 roku, w międzynarodowy Dzień Kobiet. Zdaniem artystek piosenka nie jest hymnem feministycznym, ale „zabawną migawką dialogu dwojga przyjaciół”. Utwór nawiązuje do amerykańskiego poety, nowelisty, krytyka literackiego i redaktora Edgara Allana Poe, który w tekście piosenki miał zawładnąć ciałami autorek, oraz tworzy za ich pośrednictwem liryczne arcydzieło, piosenkę tak wyjątkową, że może uczynić ich bogatymi. Tekst jest satyrycznym przedstawieniem przemysłu muzycznego i niskości kwot, które artyści otrzymują za pośrednictwem mediów strumieniowych i sprzedaży – Poe spędził większość swojego życia na skraju ubóstwa i był pierwszym znanym amerykańskim pisarzem, który żył wyłącznie z pisania. Utwór głosi również, że nawet najzdolniejszy i najbardziej utalentowany autor nie będzie mógł utrzymać się na warunkach przemysłu muzycznego.

## Lista utworów
| Digital download / media strumieniowe | Digital download / media strumieniowe | Digital download / media strumieniowe |
| Nr                                    | Tytuł utworu                          | Długość                               |
| ------------------------------------- | ------------------------------------- | ------------------------------------- |
| 1.                                    | „Who the Hell Is Edgar?”              | 2:39                                  |

## Notowania na listach przebojów

### Tygodniowe
| Kraj            | Notowanie (2023)         | Najwyższa pozycja |
| --------------- | ------------------------ | ----------------- |
| Australia       | ARIA Digital Track Chart | 43                |
| Austria         | Ö3 Austria Top 40        | 4                 |
| Finlandia       | Suomen virallinen lista  | 20                |
| Grecja          | IFPI Greece              | 26                |
| Holandia        | Single Tip 30            | 2                 |
| Irlandia        | Top 100 Singles          | 67                |
| Islandia        | Tónlistinn               | 12                |
| Litwa           | Singlų Top 100           | 10                |
| Polska          | OLiS – single w streamie | 51                |
| Szwecja         | Sverigetopplistan        | 79                |
| Wielka Brytania | UK Singles Chart         | 48                |